# Azohouè-Aliho
Azohouè-Aliho è un arrondissement del Benin situato nella città di Tori-Bossito (dipartimento dell'Atlantico) con 2.764 abitanti (dato 2006).